# 空の青さを知る人よ (あいみょんの曲)
「空の青さを知る人よ」（そらのあおさをしるひとよ）は、あいみょんのメジャー9枚目のシングル。ワーナーミュージック・ジャパン内のレーベル「unBORDE」から2019年10月2日に発売された。

## 概要
前作「真夏の夜の匂いがする」から約2か月半ぶりに発表されるシングル。
表題曲「空の青さを知る人よ」は、同名のアニメ映画『空の青さを知る人よ』の主題歌、そしてカップリング曲「葵」は同映画のエンディングテーマに使用された。
2019年9月13日に表題曲が単曲で先行配信され、同日23時にミュージックビデオがYouTubeにてプレミア公開された。
表題曲（主題歌）「空の青さを知る人よ」は慎之介目線、カップリング（エンディングテーマ）「葵」はあおいの目線で書き下ろされた。
2020年8月31日放送のTBS系列『CDTVライブ!ライブ!』で表題曲をフルサイズで歌唱した。

## 収録曲
| 全作詞・作曲: あいみょん。 |                                      |            |            |                                                                   |      |
| #                          | タイトル                             | 作詞       | 作曲・編曲 | 編曲                                                              | 時間 |
| 1.                         | 「空の青さを知る人よ」               | あいみょん | あいみょん | 近藤隆史、立崎優介、田中ユウスケ 岡村美央（ストリングスアレンジ） | 5:04 |
| 2.                         | 「葵」                               | あいみょん | あいみょん | 関口シンゴ                                                        | 4:12 |
| 3.                         | 「空の青さを知る人よ(Instrumental)」 | あいみょん | あいみょん |                                                                   | 5:04 |
| 4.                         | 「葵(Instrumental)」                 | あいみょん | あいみょん |                                                                   | 4:12 |
| 合計時間:                  | 合計時間:                            | 合計時間:  | 18:32      |                                                                   |      |